# University Games
University Games est un éditeur de jeux de société basé aux États-Unis. La filiale européenne est basée aux Pays-Bas.

## Quelques jeux édités
- Indix, 1988, Scott A. Mednick
- Expédition Pyramide, 2004, Grzegorz Rejchtman
- Typo, 2004/2006, Corné van Moorsel
- Le Diable dans la bouteille, 2005, Günter Cornett (de)
- Animalement Vôtre, 2006, Reiner Knizia
- Sauve qui Puce ou Zirkus Flohcati, 2006, Reiner Knizia
- Tours de Cochon ou Pig Pile, 2006, Richard Borg
- Monsieur Je Sais tout
- Anti-Monopoly
- Meurtre mystérieux au manoir
- Entendre voir parler
- Cherchez les différences